# Star Wars Resistance
Star Wars Resistance is een Amerikaanse animatieserie uit 2018, geproduceerd door Lucasfilm Animation.

De serie speelt zich af in het fictieve Star Wars universum en vindt drie decennia plaats na de gebeurtenissen in  Episode VI: Return of the Jedi en zes maanden voor de gebeurtenissen in Episode VII: The Force Awakens.

## Rolverdeling

### Hoofdrollen
| Acteur                 | Personage          |
| ---------------------- | ------------------ |
| Christopher Sean       | Kazudo "Kaz" Xiono |
| Scott Lawrence         | Jarek Yeager       |
| Josh Brener            | Neeku Vozo         |
| Suzie McGrath          | Tam Ryvora         |
| Bobby Moynihan         | Orka               |
| Jim Rash               | Flix               |
| Donald Faison          | Hype Fazon         |
| Myrna Velasco          | Torra Doza         |
| Lex Lang               | Major Vonreg       |
| Stephen Stanton        | Griff Halloran     |
| Jason Hightower        | Captain Doza       |
| Mary Elizabeth McGlynn | Freya Fenris       |
| Diedrich Bader         | Bo Keevil          |
| Carolyn Hennesy        | Leia Organa        |

### Bijrollen
| Acteur              | Personage      |
| ------------------- | -------------- |
| Oscar Isaac         | Poe Dameron    |
| Gwendoline Christie | Captain Phasma |
| Liam McIntyre       | Commander Pyre |
| Tovah Feldshuh      | Aunt Z         |

### Gastrollen
| Acteur             | Personage    |
| ------------------ | ------------ |
| Elijah Wood        | Jace Rucklin |
| Rachael MacFarlane | Lin Gaava    |
| Frank Welker       | Chelidae     |
| Matthew Wood       | Ello Asty    |

## Afleveringen

### Seizoen 1 (2018-2019)
| Nr. | Afl. | Titel                      | Regisseur             | Schrijver                                  | Uitzenddatum     | Disney+ |
| --- | ---- | -------------------------- | --------------------- | ------------------------------------------ | ---------------- | ------- |
| 1   | 1    | The Recruit                | Steward Lee Saul Ruiz | Verhaal: Dave Filoni Script: Brandon Auman | 7 oktober 2018   | Ja      |
| 2   | 2    | The Recruit                | Steward Lee Saul Ruiz | Verhaal: Dave Filoni Script: Brandon Auman | 7 oktober 2018   | Ja      |
| 3   | 3    | The Triple Dark            | Sergio Paez           | Kevin Burke Chris Wyatt                    | 14 oktober 2018  | Ja      |
| 4   | 4    | Fuel for the Fire          | Bosco Ng              | Eugene Son                                 | 21 oktober 2018  | Ja      |
| 5   | 5    | The High Tower             | Steward Lee           | Sephany Folsom                             | 28 oktober 2018  | Ja      |
| 6   | 6    | The Children from Tehar    | Saul Ruiz             | Paul Giacoppo                              | 4 november 2018  | Ja      |
| 7   | 7    | Signal from Sector Six     | Sergio Paez           | Brandon Auman                              | 11 november 2018 | Ja      |
| 8   | 8    | Syanara's Score            | Bosco Ng              | Gavin Hignight                             | 18 november 2018 | Ja      |
| 9   | 9    | The Platform Classic       | Steward Lee           | Kevin Burke Chris Wyatt                    | 25 november 2018 | Ja      |
| 10  | 10   | Secrets and Holograms      | Saul Ruiz             | Stephany Folsom                            | 2 december 2018  | Ja      |
| 11  | 11   | Station Theta Black        | Sergio Paez           | Brandon Auman                              | 9 december 2018  | Ja      |
| 12  | 12   | Bibo                       | Bosco Ng              | Paul Giacoppo                              | 13 januari 2019  | Ja      |
| 13  | 13   | Dangerous Business         | Saul Ruiz             | Eugene Son                                 | 20 januari 2019  | Ja      |
| 14  | 14   | The Doza Dilemma           | Sergio Paez           | Gavin Hignight                             | 27 januari 2019  | Ja      |
| 15  | 15   | The First Order Occupation | Bosco Ng              | Kevin Burke Chris Wyatt                    | 3 februari 2019  | Ja      |
| 16  | 16   | The New Trooper            | Steward Lee           | Paul Giacoppo                              | 10 februari 2019 | Ja      |
| 17  | 17   | The Core Problem           | Saul Ruiz             | Kevin Burke Chris Wyatt                    | 17 februari 2019 | Ja      |
| 18  | 18   | The Disappeared            | Sergio Paez           | Steven Melching                            | 24 februari 2019 | Ja      |
| 19  | 19   | Descent                    | Bosco Ng              | Paul Giacoppo                              | 3 maart 2019     | Ja      |
| 20  | 20   | No Escape: Part One        | Steward Lee           | Brandon Auman                              | 10 maart 2019    | Ja      |
| 21  | 21   | No Escape: Part Two        | Saul Ruiz             | Brandon Auman                              | 17 maart 2019    | Ja      |

### Seizoen 2 (2019-2020)
| Afl. | Titel                     | Regisseur | Schrijver | Uitzenddatum     | Disney+ |
| 01   | Into The Unknown          |           |           | 06 October 2019  | Ja      |
| 02   | A Quick Salvage Run       |           |           | 13 October 2019  | Ja      |
| 03   | Live Fire                 |           |           | 20 October 2019  | Ja      |
| 04   | Hunt On Celsor 3          |           |           | 27 October 2019  | Ja      |
| 05   | The Engineer              |           |           | 03 November 2019 | Ja      |
| 06   | From Beneath              |           |           | 10 November 2019 | Ja      |
| 07   | The Relic Raiders         |           |           | 17 November 2019 | Ja      |
| 08   | Rendezvous Point          |           |           | 24 November 2019 | Ja      |
| 09   | The Voxx Vortex 5000      |           |           | 01 December 2019 | Ja      |
| 10   | Kaz's Curse               |           |           | 08 December 2019 | Ja      |
| 11   | Station To Station        |           |           | 15 December 2019 | Ja      |
| 12   | The Missing Agent         |           |           | 22 December 2019 | Ja      |
| 13   | Breakout                  |           |           | 29 December 2019 | Ja      |
| 14   | The Mutiny                |           |           | 05 January 2020  | Ja      |
| 15   | The New World             |           |           | 12 January 2020  | Ja      |
| 16   | No Place Safe             |           |           | 12 January 2020  | Ja      |
| 17   | Rebuilding The Resistance |           |           | 19 January 2020  | Ja      |
| 18   | The Escape: Part 1        |           |           | 19 January 2020  | Ja      |
| 18   | The Escape: Part 2        |           |           | 19 January 2020  | Ja      |

## Ontvangst
Op Rotten Tomatoes beoordeelt 92% van de recensenten het eerste seizoen positief, met een gemiddelde score van 6,72/10.